# North Randall
North Randall és una vila dels Estats Units a l'estat d'Ohio. Segons el cens del 2000 tenia 906 habitants.

## Demografia
Segons el cens del 2000, North Randall tenia 906 habitants, 465 habitatges, i 211 famílies. La densitat de població era de 448,5 habitants/km².
Dels 465 habitatges en un 20,4% hi vivien nens de menys de 18 anys, en un 22,6% hi vivien parelles casades, en un 18,7% dones solteres, i en un 54,6% no eren unitats familiars. En el 51% dels habitatges hi vivien persones soles el 13,8% de les quals corresponia a persones de 65 anys o més que vivien soles. El nombre mitjà de persones vivint en cada habitatge era d'1,8 i el nombre mitjà de persones que vivien en cada família era de 2,62.
Per edats la població es repartia de la següent manera: un 16,3% tenia menys de 18 anys, un 10,4% entre 18 i 24, un 32,1% entre 25 i 44, un 24,7% de 45 a 60 i un 16,4% 65 anys o més.
L'edat mediana era de 40 anys. Per cada 100 dones de 18 o més anys hi havia 94,9 homes.
La renda mediana per habitatge era de 28.235 $ i la renda mediana per família de 38.580 $. Els homes tenien una renda mediana de 31.154 $ mentre que les dones 25.417 $. La renda per capita de la població era de 20.938 $. Aproximadament el 5,6% de les famílies i l'11,4% de la població estaven per davall del llindar de pobresa.

## Poblacions més properes
El següent diagrama mostra les poblacions més properes.